# Eksterytorialność
Eksterytorialność (z łac.) – zakrajowość, pojęcie prawa międzynarodowego, które oznacza wyłączenie spod jurysdykcji państwa miejscowego w trybie umów międzynarodowych pewnego obszaru jego terytorium (np. placówek dyplomatycznych, prywatnych rezydencji dyplomatycznych, a niekiedy nawet całych dzielnic, w których zamieszkują dyplomaci, lub cudzoziemcy (por. Chiny – traktaty nierównoprawne)). Eksterytorialność zakłada fikcję prawną, iż obiekty (misje dyplomatyczne) lub inne instytucje określone umowami międzynarodowymi znajdują się poza terytorium (extra territorium) państwa miejscowego i nie opuszczają terytorium państwa, które posiada status eksterytorialności (eksklawa eksterytorialna). Akt lub czynność prawna dokonywana na terytorium eksterytorialnym, traktowana jest jako dokonana poza terytorium państwa miejscowego a na terytorium państwa (lub innego podmiotu prawa międzynarodowego), które korzysta ze statusu eksterytorialności, a więc jest wyłączona z jurysdykcji miejscowej i podlega jurysdykcji podmiotu korzystającego ze statusu eksterytorialności. Przykładem zastosowania zasady eksterytorialności jest status siedziby rządu RP na uchodźstwie w Angers (1939–1940).
Teoria eksterytorialności jest także uzasadnieniem udzielania azylu dyplomatycznego, czyli schronienia w placówce dyplomatycznej. Praktyka przyzwalająca na stosowanie azylu dyplomatycznego utrzymała się do dziś na obszarze Ameryki Południowej, choć w wieku XX stosowano ją w Europie (umieszczenie kilkunastu tysięcy Żydów węgierskich przez Raoula Wallenberga w eksterytorialnych obiektach poselstwa Królestwa Szwecji w Budapeszcie (1944), czy długoletni azyl kardynała Jozsefa Mindszenty po stłumieniu powstania węgierskiego 1956 w ambasadzie USA w Budapeszcie w latach 1956–1971). Status eksterytorialności jako podmiot prawa międzynarodowego posiada Organizacja Narodów Zjednoczonych i jej siedziby w Nowym Jorku, Genewie, Hadze, Wiedniu i Nairobi. Status eksterytorialny posiada rezydencja Stolicy Apostolskiej w Castel Gandolfo, a także siedziby Zakonu Kawalerów Maltańskich w Rzymie i na Malcie.

## Prawo międzynarodowe
Konwencja wiedeńska o stosunkach dyplomatycznych w art. 1 głosi wyrażenie „pomieszczenia misji” oznacza budynki lub części budynków i tereny przyległe do nich, niezależnie od tego, kto jest ich właścicielem, użytkowane dla celów misji, łącznie z rezydencją szefa misji. Artykuł 21 zobowiązuje państwo przyjmujące do ułatwienia na swym terytorium nabycia przez państwo wysyłające pomieszczeń koniecznych dla jego misji bądź pomocy w uzyskaniu takich pomieszczeń w inny sposób. Wedle art. 22 pomieszczenia misji są nietykalne, a funkcjonariusze państwa przyjmującego mogą do nich wkraczać tylko za zgodą szefa misji. Państwo przyjmujące musi ochroniać pomieszczenia takie przed jakimkolwiek wtargnięciem lub szkodą oraz zapobiegać zakłóceniu spokoju misji lub uchybieniu jej godności. Pomieszczenia misji, ich zawartość, oraz środki transportu misji nie podlegają rewizji, rekwizycji, zajęciu lub egzekucji. Z tej samej ochrony korzysta też rezydencja prywatna przedstawiciela dyplomatycznego (art. 30). Archiwa i dokumenty misji są nietykalne w każdym czasie i niezależnie od miejsca, gdzie się znajdują (art. 24), obejmuje to także korespondencję urzędową (art. 27). Ochrona ta musi trwać nawet w razie zerwania stosunków lub konfliktu zbrojnego przez czas ewakuacji, za zgodą państwa przyjmującego opiekę nad mieniem i archiwami może przejąć państwo trzecie (art. 44 – 46).
Analogiczne normy zawiera Konwencja wiedeńska o stosunkach konsularnych np. w art. 31 Władze państwa przyjmującego nie mogą wkraczać do tej części pomieszczeń konsularnych, które urząd konsularny używa wyłącznie na potrzeby swojej pracy, chyba że wyrazi na to zgodę kierownik urzędu konsularnego, osoba przez niego wyznaczona lub kierownik przedstawicielstwa  dyplomatycznego państwa wysyłającego. Zgody kierownika urzędu konsularnego można się jednak domniemywać w razie pożaru lub innego nieszczęśliwego wypadku wymagającego niezwłocznych czynności ochronnych.

## Hugo Grocjusz
Za twórcę koncepcji eksterytorialności uznaje się Hugo Grocjusza. Twierdził on, iż z woli narodów (placuisse gentibus) od zasady, według której osoba przebywająca na terytorium obcego państwa podlega jego prawu, należy uznać wyjątek co do posłów, i przyjąć fikcję, iż wraz ze swymi pocztami przebywają na terytorium swojego państwa.

### Krytyka koncepcji eksterytorialności
- Koncepcja eksterytorialności w sposób jaskrawy przeczy rzeczywistości. Podstawowym zadaniem misji wysyłanych przez rozmaite państwa, jest właśnie reprezentowanie ich poza swoimi granicami.
- Zasady eksterytorialności nie da się pogodzić z suwerennością państwa. Wszyscy, którzy korzystają z przywilejów i immunitetów (obcy dyplomaci, misje dyplomatyczne, bazy wojskowe, okręty, oddziały zbrojne poza granicami swojego państwa) muszą respektować suwerenność państwa goszczącego[7] i mają obowiązek respektować jego prawo wewnętrzne. Przejawem tego jest choćby fakt, iż w przypadku naruszenia suwerenności lub prawa krajowego, państwo goszczące ma prawo żądać natychmiastowego opuszczenia terytorium przez tego, kto dopuszcza się naruszenia.
- Zasada eksterytorialności może prowadzić do absurdalnych efektów. Terytorium państwa jest przestrzenią, obejmuje terytorium lądowe, wodne (morskie), przestrzeń powietrzną i podziemie. „Eksterytorialność” osoby lub obiektu dosłownie oznaczałby istnienie „eksterytorialnego” wycinka kuli, którego wierzchołkiem jest środek Ziemi, a który rozciąga się do granicy między przestrzenią powietrzną a kosmiczną (najczęściej przyjmuje się wysokość 80-100 km). W owym wycinku państwo goszczące nie mogłoby nic zrobić bez każdorazowej zgody obcego państwa, a więc nie mogłoby eksploatować kopalin i złóż surowców, zbudować metra. Nie mógłby tam przelecieć (nawet na dużej wysokości) samolot, helikopter, balon meteorologiczny itp.
- Przyjęcie eksterytorialności prowadziłoby do powszechnego dopuszczenia możliwości stosowania azylu dyplomatycznego.
- Ochronę, którą próbowano osiągnąć poprzez zastosowanie fikcji prawnej, iż pewien obiekt, obszar lub osoba nie opuszczają „swojego” terytorium (a więc terytorium państwa, które reprezentują), próbuje się zastąpić poprzez koncepcje przywilejów i immunitetów. Przedstawicielom dyplomatycznym i misjom dyplomatycznym przysługują przywileje i immunitety dyplomatyczne[8], podobnie jak urzędnikom konsularnym i urzędom konsularnym przysługują przywileje i immunitety konsularne[9]. Analogicznie, innym przedstawicielom państwa (tzw. VIP-om lub misjom specjalnym) także przysługuje odpowiedni zakres przywilejów i immunitetów[10]. W podobny sposób uregulowany jest status oddziałów wojskowych i baz wojskowych na obcym terytorium – z reguły w dwustronnej umowie międzynarodowej. Niekiedy status ten może być wynikiem traktatów pokojowych, np. po II wojnie światowej.

## Kontrowersje wokół „eksterytorialności”
Szczególną definicję „eksterytorialności” przyjmuje polska instrukcja wojskowa. Definiuje eksterytorialność jako przywileje udzielane na zasadzie wzajemności przez państwa oficjalnym przedstawicielom innych państw przebywającym poza jego granicami. Według tej instrukcji, eksterytorialność polega na nietykalności osoby i mieszkania, zwolnienia od podatków, wyłączeniu spod jurysdykcji miejscowych sądów itp. Są nią objęte także oddziały wojskowe, okręty, samoloty i statki handlowe na pełnym morzu.